# Famille Golovnine
La famille Golovnine (en russe Головнин) est une ancienne famille russe attestée depuis le tout début du XVe siècle, possessionnée principalement à Riazan, à Kharkov (branche aînée), à Penza, à Iaroslavl ainsi qu'aux environs de Moscou (branche cadette).

## Origine

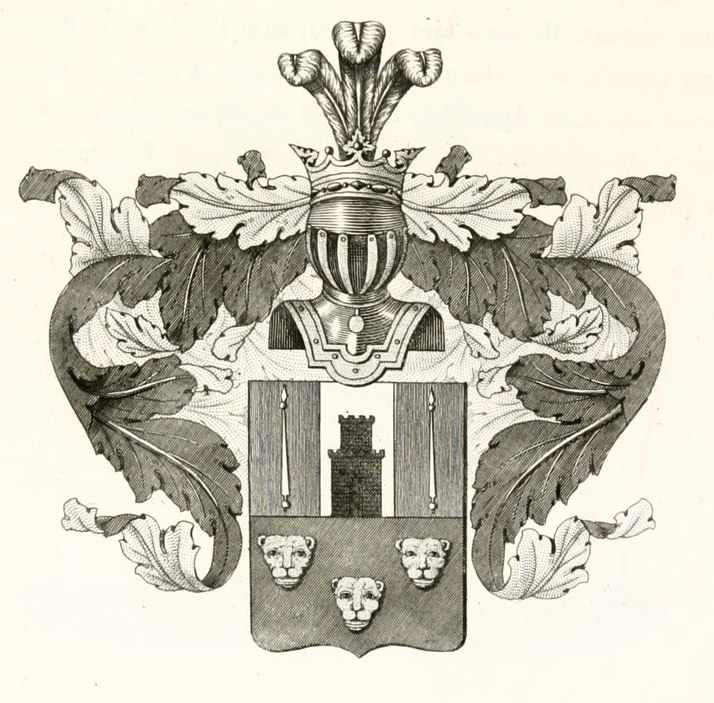
Armes de la branche aînée des Golovnine.

Elle tire son nom de l'ancêtre Nikita Golovnia, général au service de la République de Novgorod, qui défit en 1401 l'armée d'Anfal, voïvode du grand-duc Vassili Ier de Moscou.
Reconnue sur preuves d'ancienne noblesse du gouvernement de Riazan en 1793 et répertoriée dans l'Armorial général de la noblesse de l'Empire russe, tomes 8 (cote 66, armes de la branche cadette) et 9 (cote 59, armes de la branche aînée).

## Personnalités
- Nikita Golovnia, boyard de la région de la Dvina, battit en 1401 l'armée de Moscou et en libéra les otages novgorodiens.
- Taras Ivanovitch, de la noblesse de Novgorod. Cadre opritchnik d'Ivan le Terrible, qui l'apanagea à Riazan.
- Ignati[10] II Tarassovitch, participe à la défense de Moscou contre les Polonais (1618) et agrandit le domaine familial à Riazan. Tige de la branche aînée[11].
- Kyril Ivanovitch, militaire puis courtisan (chambellan en 1738). Se distingue dans les campagnes de Pskov, Hambourg, Reval, Riga, Dorpat, Löwenhaupt, etc.
- Vassili Mikhaïlovitch (1776-1831), célèbre explorateur et vice-amiral
- Alexandre Vassilievitch (1821-1886), son fils, ministre réformateur de l'Instruction publique sous Alexandre II
- Nicolas Vokoulievitch (1801-1850), contre-amiral et sympathisant décembriste.

## Pour approfondir